# Szowal
Szowal (hebr. שובל; pol. Szlak lub Trakt; w oficjalnej pisowni w ang. Shoval) – kibuc położony w Samorządzie Regionu Bene Szimon, w Dystrykcie Południowym, w Izraelu. Członek Ruchu Kibuców (Ha-Tenu’a ha-Kibbucit).

## Położenie
Kibuc jest położony w północnej części pustyni Negew, w odległości około 31 kilometrów od Morza Śródziemnego i 18 kilometrów na północny zachód od miasta Beer Szewa. Krajobraz jest lekko pofałdowany, poprzecianny licznymi wadi należącymi do dorzecza wadi strumienia Grar.
W jego otoczeniu jest miasto Rahat, wieś młodzieżowa Adanim, moszawy Sede Cewi i Pa’ame Taszaz, oraz beduińskie wioski al-Hajl i Huzajil Abu Wadi.

## Demografia
Liczba mieszkańców Szowal:

## Historia
Kibuc Szowal został założony w nocy z 5 na 6 października 1946 jako jedno z jedenastu osiedli żydowskich utworzonych w północnej części pustyni Negew w ramach operacji „11 Punktów na Negewie” (hebr. הנקודות, 11 HaNekudot) realizowanej przez Agencję Żydowską. Celem było rozszerzenie granic przyszłego państwa żydowskiego, a jednocześnie budowa osiedli spełniających pierwszą linię obrony w przypadku wrogiej napaści. Założycielami była grupa żydowskich imigrantów z Polski i RPA. Byli to członkowie syjonistycznej organizacji młodzieżowej Ha-Szomer Ha-Cair, którzy wcześniej przeszli szkolenie w rejonie miasta Netanja na północy kraju. W 1944 utworzyli grupę pionierów pod nazwą „Ejlat” i następnie podjęli się zadania założenia osady rolniczej na Negewie.
Podczas I wojny izraelsko-arabskiej w maju 1948 kibuc znalazł się w odciętej przez wojska egipskie żydowskiej enklawie na pustyni Negew. W dniu 19 sierpnia 1948 na północny zachód od kibucu wytyczono lokalizację tymczasowego pasa startowego dla samolotów. Został on nazwany Avak 1. W ciągu następnych trzech dni wyrównano teren i przygotowano pas startowy o długości 1 122 metrów i szerokości 35 metrów. W dniach od 23 sierpnia do 21 października lądowały tutaj samoloty transportowe, przewożąc w ramach operacji Awak żywność, paliwo, zaopatrzenie, żołnierzy, uzbrojenie i amunicję dla żydowskiej enklawy na pustyni Negew. Operacja Awak była prowadzona do 21 października, kiedy to podczas operacji Jo’aw (15-22 października) zniesiono blokadę żydowskich osiedli na pustyni Negew i przywrócono komunikację lądową.
Po wojnie rozpoczął się okres szybkiego rozwoju Szowal. Trwał on do początku lat 90. XX wieku, kiedy to kibuc znalazł się w trudnej sytuacji ekonomicznej. Wymusiło to przeprowadzenie restrukturyzacji i częściowej prywatyzacji. Obecnie realizowane są plany dalszej rozbudowy mieszkaniowej kibucu Szowal.

## Kultura i sport
W kibucu znajduje się ośrodek kultury z biblioteką. Z obiektów sportowych jest basen kąpielowy, sala sportowa, siłownia i boisko do piłki nożnej.

## Edukacja
Kibuc utrzymuje przedszkole oraz szkołę Mevo'ot HaNegev. Organizuje kursy nauki języka hebrajskiego (ulpan) dla nowych imigrantów.

## Religia
W kibucu znajduje się synagoga i mykwa.

## Gospodarka
Lokalna gospodarka opiera się na rolnictwie. Uprawy rolnicze zajmują powierzchnię ponad 20 tys. hektarów, na których uprawia się pszenicę, jęczmień, ziemniaki, groch, słonecznik, czosnek, paprykę i szafran. Jest tu także ferma drobiu (zajmuje 27 hektarów). Gospodarstwo bydła mlecznego przynosi produkcję prawie 4 mln litrów mleka rocznie. Jest ono zarządzane wspólnie z kibucem Na’an. W latach 80. XX wieku ze względu na niską opłacalność i problemy z nawadnianiem zrezygnowano z sadów owocowych.
W kibucu działa fabryka Seal Jet produkująca uszczelki dla potrzeb przemysłu. Jest tu także zakład produkujący przyczepy i haki holownicze.

## Infrastruktura
W kibucu jest ośrodek zdrowia, gabinet stomatologiczny, warsztat mechaniczny, stolarnia, pralnia i sklep wielobranżowy.

## Komunikacja
Z kibucu wyjeżdża się na południe na drogę nr 264, którą jadąc na południowy zachód dojeżdża się do kibucu Miszmar ha-Negew, lub jadąc na północny wschód dojeżdża się do wioski młodzieżowej Adanim i skrzyżowania z drogą ekspresową nr 40 (Kefar Sawa–Ketura). Natomiast jadąc lokalną drogą na południe dojeżdża się do beduińskiej wioski al-Hajl i arabskiego miasta Rahat.